# Şirinbulaq
Şirinbulaq är en ort i Azerbajdzjan.   Den ligger i distriktet Şəki Rayonu, i den centrala delen av landet, 230 km väster om huvudstaden Baku. Şirinbulaq ligger 548 meter över havet och antalet invånare är 748.
Terrängen runt Şirinbulaq är huvudsakligen kuperad, men åt sydost är den platt. Şirinbulaq ligger uppe på en höjd. Närmaste större samhälle är Byuyuk-Dakhne, 9,9 km väster om Şirinbulaq. 
Trakten runt Şirinbulaq består till största delen av jordbruksmark. Runt Şirinbulaq är det ganska glesbefolkat, med 38 invånare per kvadratkilometer.